# Frederico Leão Cabreira
Frederico Leão Cabreira de Brito Alvelos Drago Valente (* 5. Juli 1800 in Vila Real de Santo António; † 30. November 1880 in Lissabon) war ein portugiesischer Kolonialverwalter.

## Werdegang
Cabreira begann 1816 seine militärische Karriere als Kadett beim 2. Artillerieregiment in Faro. 1823 wurde er zum Leutnant zweiten Grades (2º tenente) befördert.
In Goa war Cabreira Ausbilder und Direktor der Militärakademie, Kommandeur der Artillerie der Provinz, Generaladjutant der Armee in Indien und Direktor aller Plätze und Befestigungsanlagen (director de todas as praças e fortalezas). Vom 22. Januar 1839 bis zum 7. Februar 1844 war Cabreira im Rang eines Oberstleutnants Gouverneur von Portugiesisch-Timor und Solor. 1844 wurde er Abgeordneter für Timor im portugiesischen Parlament, der Cortes und erhielt 1845 für seine Verdienste in Indien und Timor die Auszeichnung Kommandeur des Ritterordens von Avis.
Von 1846 bis 1847 war Cabreira Gouverneur des Castelo de São Jorge in Lissabon. 1847 erhielt er den Orden de Isabel la Católica für seinen Beitrag im  Kleinen Bürgerkrieg (Patuleia), bei dem die konservative Regierung mit Hilfe britischer und spanischer Truppen die aufständischen Setembristen in Porto besiegte. Später hatte Cabreira viele weitere Ämter: Kommandant der Subdivision der Azoreninsel São Miguel, Militärgouverneur des Praça-forte von Valença, Gesandter im Cortes, Kommandant der Divisão Militar do Algarve, Mitglied des Obersten Rats der Militärjustiz (Supremo Conselho de Justiça Militar) und viele andere. Zuletzt hatte er den Rang eines Divisionsgenerals (General de Divisão) inne. Nebenbei schrieb Cabreira Bücher und Artikel für Zeitungen und Zeitschriften.
Von 1861 bis 1863 war Cabreira Interim-Großmeister der Freimaurer der Grande Oriente Lusitano.
König Luís I. ernannte Cabreira, der bereits ein Fidalgo da Casa Real war, am 16. August 1870 zum Visconde von Faro.

## Familie
Cabreira heiratete dreimal. 1821 mit Leonor de Loureiro Krusse († 1853), 1868 mit Maria dos Remédios Augusta Álvares Pinheiro Correia de Lacerda Green Cabreira († 1872) und 1873 mit Maria Carolina da Guarda Cabreira de Faria e Alvelos Drago da Ponte. Mit seiner ersten Frau hatte Cabreira zwei Söhne und zwei Töchter. Fredericos Bruder Duarte Leão Cabreira lebte 40 Jahre auf Timor, wo er starken Einfluss auf die internen Geschehnisse der Kolonie nahm.

## Werke
- Instrução dada pelo Vice-rei, Marquez de Alorna ao seu sucessor Marquez de Távora, precedida de uma notícia histórica acerca do primeiro, e com várias notas ilustrativas, Goa 1836
- Memória resultante do Inquérito industrial nas ilhas de Timor e Solor
- Memória ou Resumo histórico da vida e serviços do último Vice-Rei da Índia, D. Manuel de Portugal e Castro, 1860
- A gruta de Camões em Macau